# Karl von Diringshofen
Karl Friedrich Alexander von Diringshofen (* 11. Juli 1817 in Küstrin; † 4. April 1890 in Hannover) war ein preußischer Generalleutnant.

## Leben

### Herkunft
Karl Friedrich Alexander von Diringshofen gehörte zur Linie Sabow seines ursprünglich bürgerlichen, aber 1649 in den rittermäßigen Reichsadelsstand erhobenen Geschlechts. Er war der Sohn des preußischen Majors a. D. Karl Friedrich von Diringshofen (1766–1840) und dessen Ehefrau Friederike Wilhelmine, geborene Karp (1776–1848). Der Generalmajor Bernhard Alexander von Düringshofen (1714–1776) war ein direkter Vorfahre.

### Militärkarriere
Diringshofen besuchte die Bürgerschule in seiner Heimatstadt sowie das Friedrichswerdersche Gymnasium. Er war dann Kadett in Potsdam und Berlin. Als Sekondeleutnant wurde er am 14. August 1834 dem 1. Garde-Regiment zu Fuß der Preußischen Armee überwiesen.
Zu Beginn des Krieges Preußens gegen Österreich war er Oberst und Kommandeur des 5. Brandenburgischen Infanterie-Regiments Nr. 48, das der 9. Infanterie-Brigade unter Generalmajor Gustav von Schimmelmann zugeteilt war, die wiederum der 5. Division unterstand. Er zeichnete sich dabei gleich nach Beginn des Krieges im Gefecht von Jitschin und Anfang Juli 1866 in der Schlacht bei Königgrätz so aus, dass ihn der Generalmajor von Schimmelmann am 9. August mit der dringenden Befürwortung vom Prinzen Friedrich Karl von Preußen dem König Wilhelm I. zur Auszeichnung mit dem Orden Pour le Mérite vorschlug. In dem Vorschlag heißt es: „Zeigte sich umsichtig und kaltblütig. Er war den Untergebenen im Gefecht bei Jicin und in der Schlacht bei Königgrätz ein vorleuchtendes Beispiel. Im Gefecht bei Jicin hielt derselbe […] im heftigsten Granat- und Gewehrfeuer bei den Kompagnien und feuerte die Mannschaft zur festen und ruhigen Haltung an. Der feindliche Angriff wurde glänzend abgeschlagen.“ Mit Allerhöchster Kabinettsorder vom 20. September 1866 verlieh König Wilhelm daraufhin Diringshofen den beantragten Orden.
Bei Ausbruch des Krieges gegen Frankreich 1870 war er Kommandeur der 40. Infanterie-Brigade, die der 20. Division unterstellt war. In dieser Stellung wurde Diringshofen am 26. Juli 1870 zum Generalmajor befördert. Er zeichnete sich in verschiedenen Gefechten so aus, dass ihn Generalmajor von Kraatz-Koschlau am 18. Januar 1871 zur Auszeichnung mit dem Eichenlaub zum Pour le Mérite vorschlug. In dem Vorschlag heißt es: „Hat schon in den Gefechten am 15. und 31. Dezember 1870 bei Vendôme ausgezeichnete Dienste geleistet und wiederum am 11. Januar nicht blos durch persönliche Bravour hervorgeleuchtet, sondern auch den Angriff der Infanterie auf die Höhe vor le Mans persönlich und speziell geleitet. Nach der übereinstimmenden Aussage höherer feindlicher Offiziere usw., welche in Gefangenschaft geriethen, unterliegt es keinem Zweifel, daß die Fortnahme dieser Höhe […] allein den Entschluß des Feindes herbeigeführt hat, den Kampf um Le Mans aufzugeben.“ Mit Allerhöchster Kabinettsorder vom 28. Februar 1871 verlieh Wilhelm I. Diringshofen diese Auszeichnung.
Nach Beendigung des Krieges war er vom 8. April bis zum 7. August 1873 zur Vertretung des beurlaubten Kommandeurs der 20. Division kommandiert. Am 2. Dezember 1873 wurde Diringshofen schließlich zum Kommandeur der 18. Division ernannt und wenige Tage später zum Generalleutnant befördert. Unter Verleihung des Großkomtur des Königlichen Hausordens von Hohenzollern wurde er am 4. Dezember 1879 mit Pension zur Disposition gestellt.

### Familie
Diringshofen hatte sich am 18. April 1843 in Plöntzig, Kreis Pyritz mit Ida Pauline Jentsch (1823–1901) verheiratet. Aus der Ehe gingen drei Söhne hervor, die sämtlich Berufsoffiziere wurden und von denen Ernst (1849–1911) und Max (1855–1936) Generalsränge erreichten.